# August Berberich
August Berberich (* 18. März 1912 in Gottersdorf; † 12. Dezember 1982 ebenda) war ein deutscher Politiker der CDU.

## Leben und Beruf
Berberich, der römisch-katholischen Glaubens war, übernahm in den 1930er Jahren den elterlichen Bauernhof. Im Zweiten Weltkrieg war er Soldat und wurde mehrfach verwundet. Nach dem Krieg wurde er Vizepräsident des Bauernverbandes Württemberg-Baden.

## Partei
Berberich war Mitglied der CDU. Im Abstimmungskampf über die Bildung des Landes Baden-Württemberg gehörte er zu den Befürwortern des neuen Südweststaates.

## Abgeordneter
Berberich war Mitglied des Kreistages im Landkreis Buchen in Nordbaden. Er war von 1950 bis 1952 Landtagsabgeordneter im Landtag von Württemberg-Baden und gehörte von 1952 bis 1956 auch der Verfassunggebenden Landesversammlung bzw. dem ersten Landtag von Baden-Württemberg an.
Dem Deutschen Bundestag gehörte Berberich von 1957 bis 1972 an. Er vertrat den Wahlkreis Tauberbischofsheim im Parlament.

## Ehrungen
- 1972: Großes Verdienstkreuz der Bundesrepublik Deutschland
- Am 16. März 1977 wurde ihm in Anerkennung und Würdigung seiner Verdienste um das Wohl des Gemeinwesens der Stadt Walldürn das Ehrenbürgerrecht verliehen.[1]